# Tiddey
Tiddey, właściwie Darek Plaza (ur. 1979) – polski DJ i producent muzyczny. W 2008 roku jako pierwszy Polak w historii osiągnął 81. pozycję w rankingu DJ Mag Top 100.
W rankingu z 2013 roku uplasował się on na 84. pozycji.

## Życiorys
Tiddey zdobył wykształcenie w poznańskiej szkole muzycznej i wówczas wiązał swoją przyszłość z grą na gitarze. Pierwszy raz zetknął się z mikserem w 2002 roku. Pierwszy raz grał w poznańskich klubach nocnych. W marcu 2002 wspólnie wszedł w skład agencji MDT (wówczas Manieczki DJs Team), w której tworzył eventy takie jak Sunrise Festival, Independance czy enTrance. W 2006 roku zdecydował się na rozwój własnej kariery jako DJ-a i producenta muzycznego i odszedł z agencji MDT.
Otrzymywał zaproszenia między innymi do Brazylii, Australii, Południowej Afryki, Japonii, Norwegii, Turcji, Hiszpanii, Holandii, Belgii i Chin. Grał również na polskich eventach takich jak: Sunrise Festival 2004-2006, Beach Party 2004/2007 Creamfields Polska /07, Global Gathering Polska 2008, Tunnel Electrocity 2008, Nature One Germany, Stadium of Sound 2007.
Został zauważony przez agencję ID&T, która ostatecznie podjęła decyzję, aby zaprosić go na swój event muzyczny – Trance Energy. Tiddey zagrał na tej imprezie w lutym 2006 roku. Jego występowi towarzyszyła premiera drugiego singla wydanego już pod prawdziwym imieniem i nazwiskiem o tytule „Close Day”. W 2006 roku został wybrany na najlepszego DJ roku 2006 w Polsce. Zajął też 144. miejsce w rankingu DJ Mag Poll 2006.
W grudniu 2007 jego najnowszy singel „Taylla” został zauważony przez Armina van Buurena, który wyemitował utwór w swoim radioshow A State of Trance. 29 października 2008 zdobył 81. pozycję w rankingu DJ Mag Top 100 jako pierwszy i jedyny Polak w historii tego notowania. 15 grudnia 2008 wydany został debiutancki album Tiddeya – „Life Goes On...”. Album został wydany nakładem Sony Music i ProLogic Music.
Po rocznej przerwie Tiddey wydał „Copacabana Dream” w Spinnin Records i „Forbidden City” w Music Enroute.
7 lipca 2011 r. jego kolejny nowy utwór, „Keep Waiting”, został zagrany jako Tune Of The Week, na audycji Armina van Buurena-A State Of Trance.
Ten sam utwór tydzień później został wybrany przez słuchaczy A State of Trance jako Future Favourite, zdobywając 80,2% głosów.

## Dyskografia

### Albumy solowe
- 2008 Life Goes On...

### Single
- 2004 Feel Destination
- 2005 Get Away
- 2006 Close Day
- 2007 Taylla
- 2009 Savage Emotions
- 2009 Forgive & Forget (Forgiven Lies) (feat. Tiff Lacey)
- 2011 Copacabana Dream
- 2011 Keep Waiting (feat. Lyck)
- 2012 Lost (feat. Keo)
- 2017 Futuna
- 2017 Dreambox
- 2018 Heartless (feat. Mina Jung)
- 2019 Auriga